# Laktodensimeter

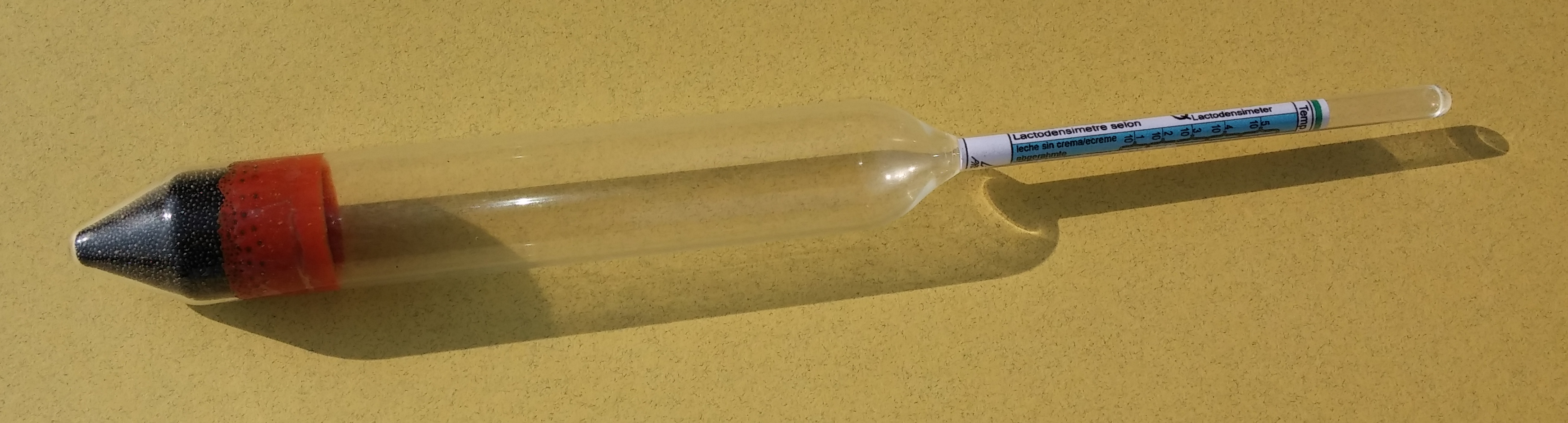
Lactodensimeter

Ein Laktodensimeter (umgangssprachlich Milchmessgerät) ist ein Aräometer, mit dessen Hilfe sich die Dichte von Milch messen lässt, um deren Fettgehalt zu bestimmen.
Laktodensimeter sind zudem oft mit einem Thermometer ausgestattet, das die Vergleichbarkeit der Ergebnisse gewährleisten soll.